# Corypha utan
Corypha utan är en enhjärtbladig växtart som beskrevs av Jean-Baptiste de Lamarck. Corypha utan ingår i släktet Corypha och familjen Arecaceae. IUCN kategoriserar arten globalt som otillräckligt studerad. Inga underarter finns listade i Catalogue of Life.

## Bildgalleri

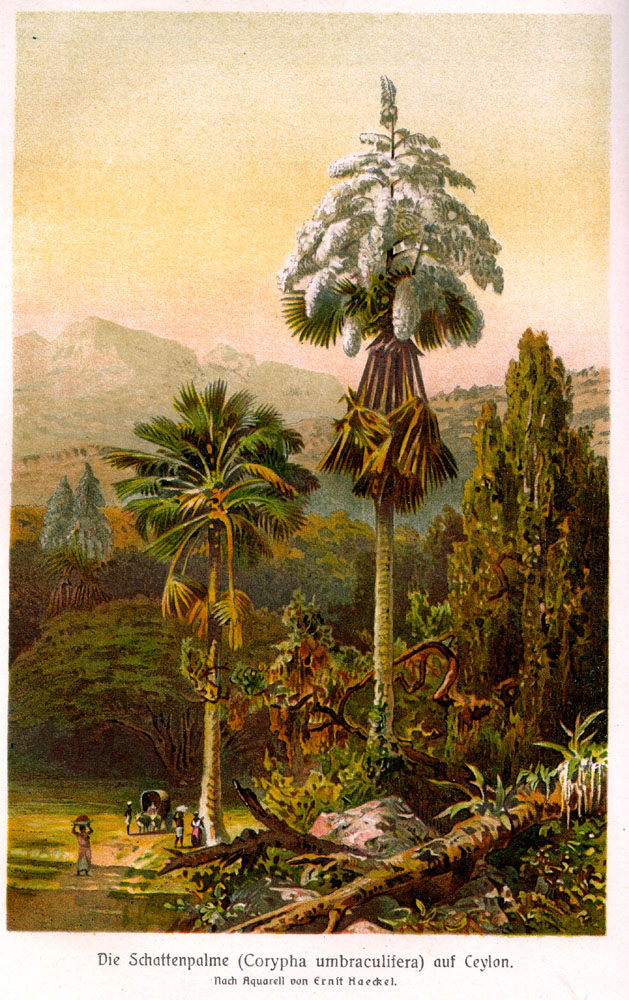
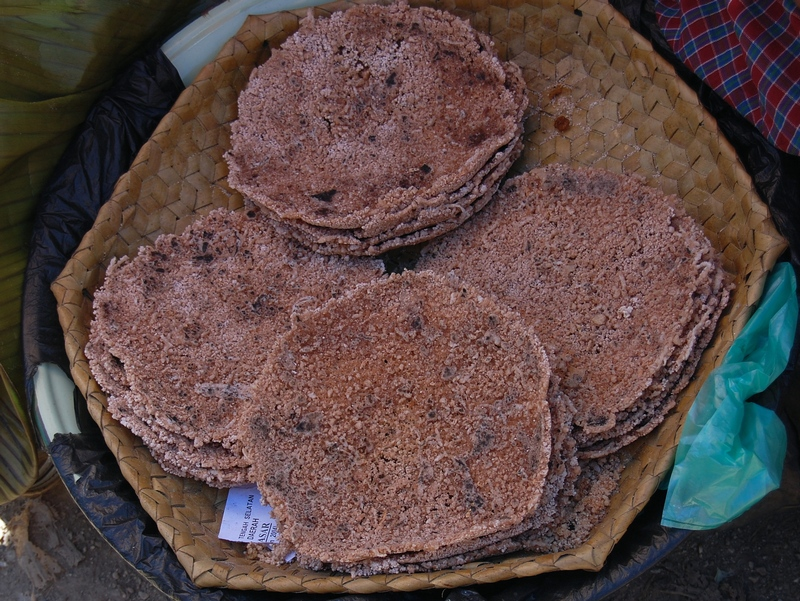
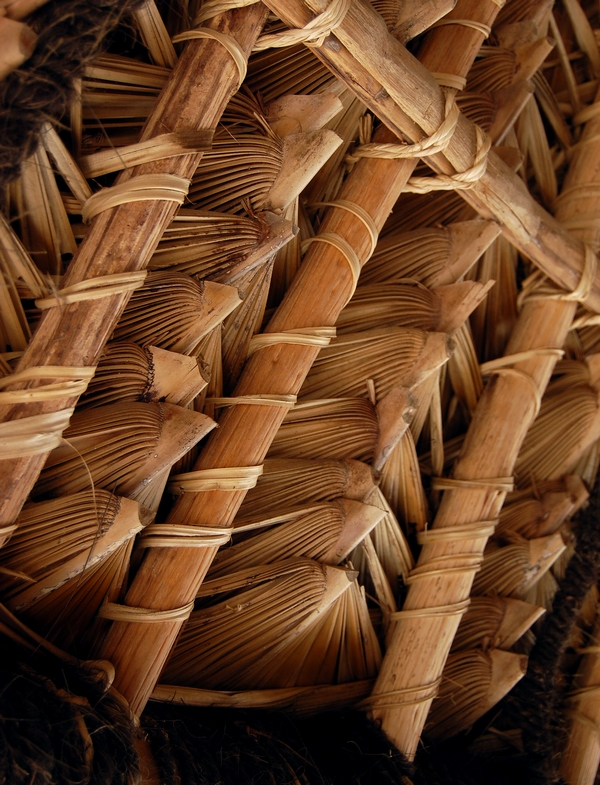
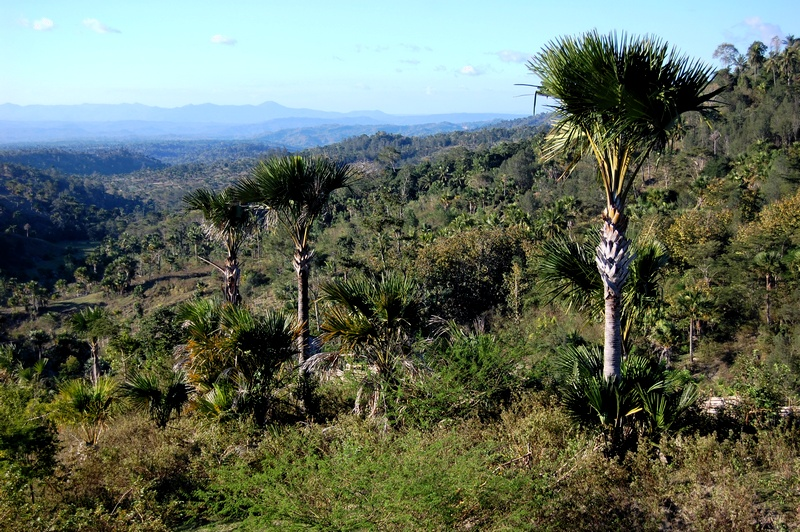